# АЛФА 40/60 ГП
АЛФА 40/60 ГП е италиански спортен автомобил, произведен от Алфа Ромео през 1914 г. 40/60 ГП е произвеждан в завода на компанията в Портело, Милано. Името „40/60 ГП“ идва от Гранд Прикс и това, че автомобилът е версия на АЛФА 40 – 60. Това е първия модел, в който се използва DOHC двигател. Неговата архитектура на двигателя е нова за времето си, произхождаща от двигателите на Пежо 1912/1913, проектирана от швейцарски инженер Ернест Хенри. Историята на тази архитектура на двигателя е неясна, но други автомобили с двойни разпределителни валове в епохата са направени от Sunbeam.